# Movimiento contra la Intolerancia
Movimiento Contra la Intolerancia es una asociación española fundada en 1991 cuyo objetivo es trabajar contra la intolerancia, el racismo y la violencia xenofóbica en la sociedad.

## Historia
Nació en 1991, pero se constituyó como asociación en 1993. Surgió como respuesta al incremento de los discursos racistas y xenófobos, materializados en crímenes de odio contra jóvenes inmigrantes en España.
En 2011 lanzaron la campaña juvenil «Rap vs Racismo», apoyada por el Injuve, que incluyó la producción de un álbum en el que participaron los raperos El Chojin, Locus y Nerviozzo de Dúo Kie, Gitano Antón y El Langui de La Excepción, Nach, Lírico, Kase.O y Sho-Hai de Violadores del Verso, Xhelazz, Titó y El Santo de Falsalarma, Zatu de SFDK y Ose.

## Objetivos
Los objetivos de la asociación son:
- Promover en el ámbito de la educación, cultural y comunicación, los valores de solidaridad y tolerancia.
- Desarrollar iniciativas que dinamicen a los jóvenes y estimulen la creación de asociaciones de base para el desarrollo de intervenciones antirracistas, antixenófobas y antiviolentas.
- Promover, en el conjunto de la sociedad, una conciencia antidiscriminatoria y los valores de solidaridad e igualdad.

## Publicaciones
Además de recursos y materiales didácticos, el Movimiento Contra la Intolerancia publica anualmente el Informe Raxen, donde recopilan datos sobre discriminación y los casos que monitorizan.